# Фридерика Вильгельмина Прусская
Фридерика Луиза Вильгельмина Амалия Прусская (нем. Friederike Luise Wilhelmine Amalie von Preußen; 30 сентября 1796, Берлин — 1 января 1850, Дессау) — немецкая принцесса из династии Гогенцоллернов, дочь принца Луи Прусского и принцессы Фридерики Мекленбург-Стрелицкой.

## Биография
Фридерика, которую в семье называли Фильцис или Фильсис, — дочь принца Фридриха Людвига Карла Прусского и его супруги Фридерики Мекленбург-Стрелицкой, дочери герцога Мекленбург-Стрелица Карла II. Фридерика приходилась дважды племянницей прусскому королю Фридриху Вильгельму III и его супруге Луизе.
18 апреля 1818 года она вышла замуж за герцога Леопольда IV Ангальт-Дессауского, помолвка с которым, организованная прусским двором, состоялась ещё 17 мая 1816 года. Династический брак с соседней великой державой подтвердил пропрусскую уступчивую политику Леопольда.
Фридерика Вильгельмина скончалась 1 января 1850 года в Дессау и похоронена в церкви Святой Марии в Дессау.

## Потомки
- Фридерика Амалия Августа (28 ноября 1819 — 11 декабря 1822)
- Фридерика Амалия Агнесса (24 июня 1824 — 23 октября 1897): 28 апреля 1853 года вышла замуж за Эрнста I Саксен-Альтенбургского[4].
- Фридрих (29 апреля 1831 — 24 января 1904): 22 апреля 1854 года женился на Антуанетте Саксен-Альтенбургской[4].
- Мария Анна (14 сентября 1837 — 12 мая 1906): 29 ноября 1854 вышла замуж за Фридриха Карла Николая Прусского[4].

## Награды
- Орден Святой Екатерины большого креста (10 августа 1834[5])
- орден Луизы

## Титулы
- 30 сентября 1796 — 18 апреля 1818: Её Королевское высочество принцесса Фридерика Вильгельмина Прусская
- 18 апреля 1818 — 1 января 1850: Её Королевское высочество герцогиня Ангальт-Дессауская
- 27 ноября 1847 — 1 января 1850: Её Королевское высочество герцогиня Ангальт-Кётенская